# Pronyssa
Pronyssa es un género de coleópteros adéfagos de la familia Carabidae.

## Especies
Contiene las siguientes especies:
- Pronyssa andrsi J.Moravec & Wiesner, 2001
- Pronyssa assamensis Sawada & Wiesner, 1999
- Pronyssa ingridae Sawada &Wiesner, 1999
- Pronyssa kraatzi (W. Horn, 1899)
- Pronyssa manaslucola Wiesner, 2003
- Pronyssa montanea Sawada & Wiesner, 1999
- Pronyssa nodicollis Bates, 1874